# Art nouveau

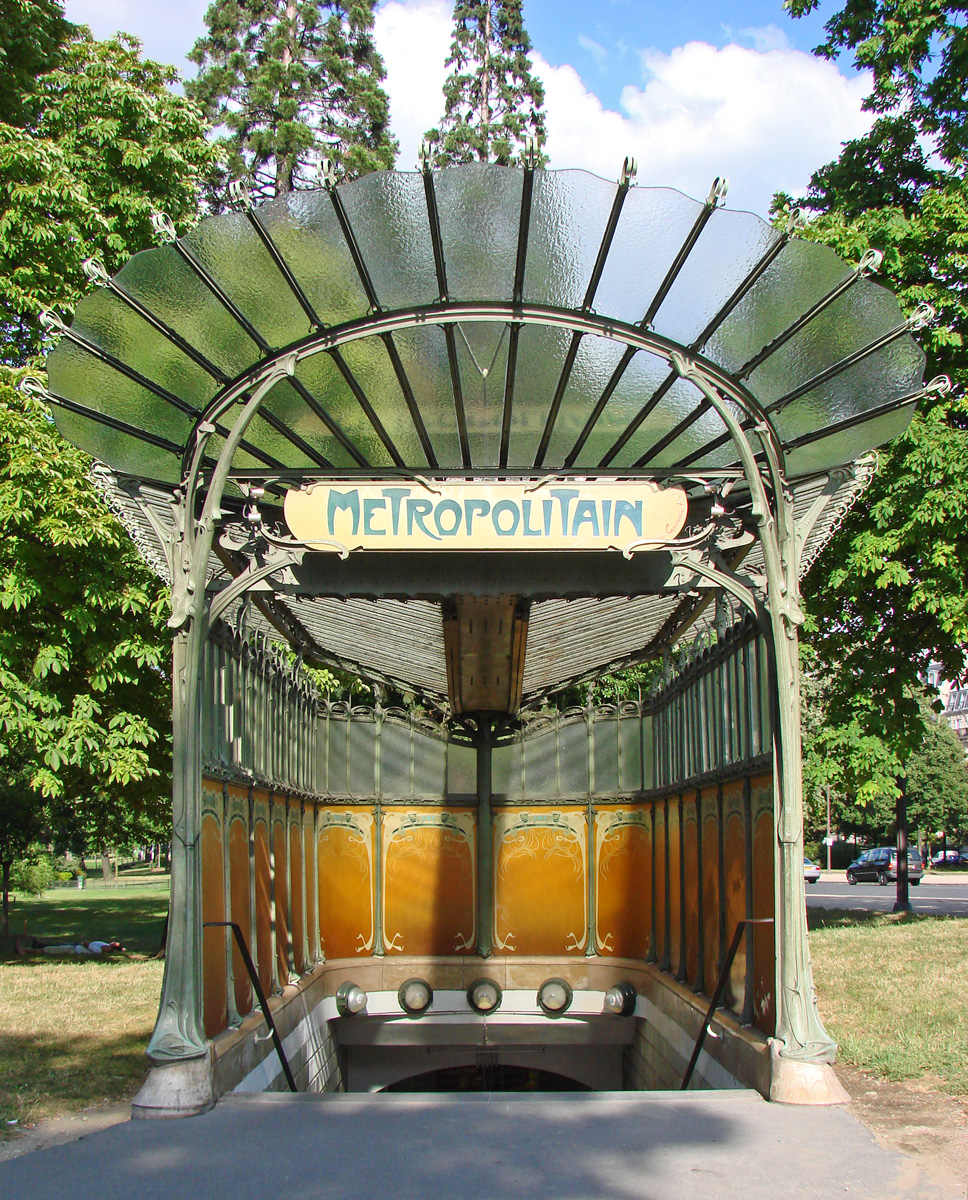
Entrada da Estação Porte Dauphine do Metropolitano de Paris, 1900-1912.

Art nouveau (pronúncia em francês: [aʁ nu'vo]) ou arte nova é um estilo internacional de arquitetura e de artes decorativas — especialmente o início da arte aplicada à indústria — que foi muito apreciado de 1890 até os anos 1920. Antes da Primeira Guerra Mundial (1914-1918), o estilo mudou para um estilo mais geométrico, uma característica do movimento artístico art déco (1910-1939).
A expressão art nouveau é a expressão francesa para "arte nova", e é também conhecida como Jugendstil [ˈjuːɡn̩tʃtiːl ], termo alemão para "estilo da juventude", que recebeu o nome devido à revista Jugend. A art nouveau é uma reação à arte académica do século XIX. É inspirado principalmente por formas e estruturas naturais, não somente de flores e plantas, mas também de linhas curvas.
O art nouveau foi mais popular na Europa, mas a sua influência foi global. O período em que esteve muito em voga foi chamado de Belle Époque. O estilo art nouveau conheceu várias formas com tendências localizadas. Na França, as entradas do metropolitano de Paris feitas por Hector Guimard eram do estilo art nouveau. Émile Gallé praticou o estilo "Escola de Nancy". Victor Horta teve um efeito decisivo na arquitetura na Bélgica. Revistas como a Jugend ajudaram a divulgar o estilo na Alemanha, especialmente como uma forma de arte gráfica, enquanto os secessionistas de Viena influenciaram a arte e a arquitetura de toda a Áustria-Hungria. Art Nouveau também era o estilo de indivíduos distintos como Gustav Klimt, Charles Rennie Mackintosh, Alfons Mucha, René Lalique, Antoni Gaudí e Louis Comfort Tiffany, cada um dos quais interpretou o art nouveau de sua própria maneira.
Apesar de o art nouveau ter sido substituído pelos estilos modernistas do século XX, é, atualmente, considerado uma importante transição entre o historicismo e o modernismo. Além disso, os monumentos art nouveau são, atualmente, reconhecidos pela Organização das Nações Unidas para a Educação, a Ciência e a Cultura na sua lista de patrimónios mundiais como contribuições significativas para o património cultural. O Centro Histórico de Riga, na Letônia, é considerado como "a melhor coleção de construções art nouveau na Europa". tendo sido incluso na lista em 1997, junto com quatro casas (chamadas em francês: Hôtel de maître): Casa Tassel, Casa Solvay, Casa van Eetvelde e Casa-Museu Horta em Bruxelas feitas por Victor Horta (1861-1947). O art nouveau ilustra a transição do século XIX para o XX na arte, pensamento e sociedade.

## Os nomes do estilo

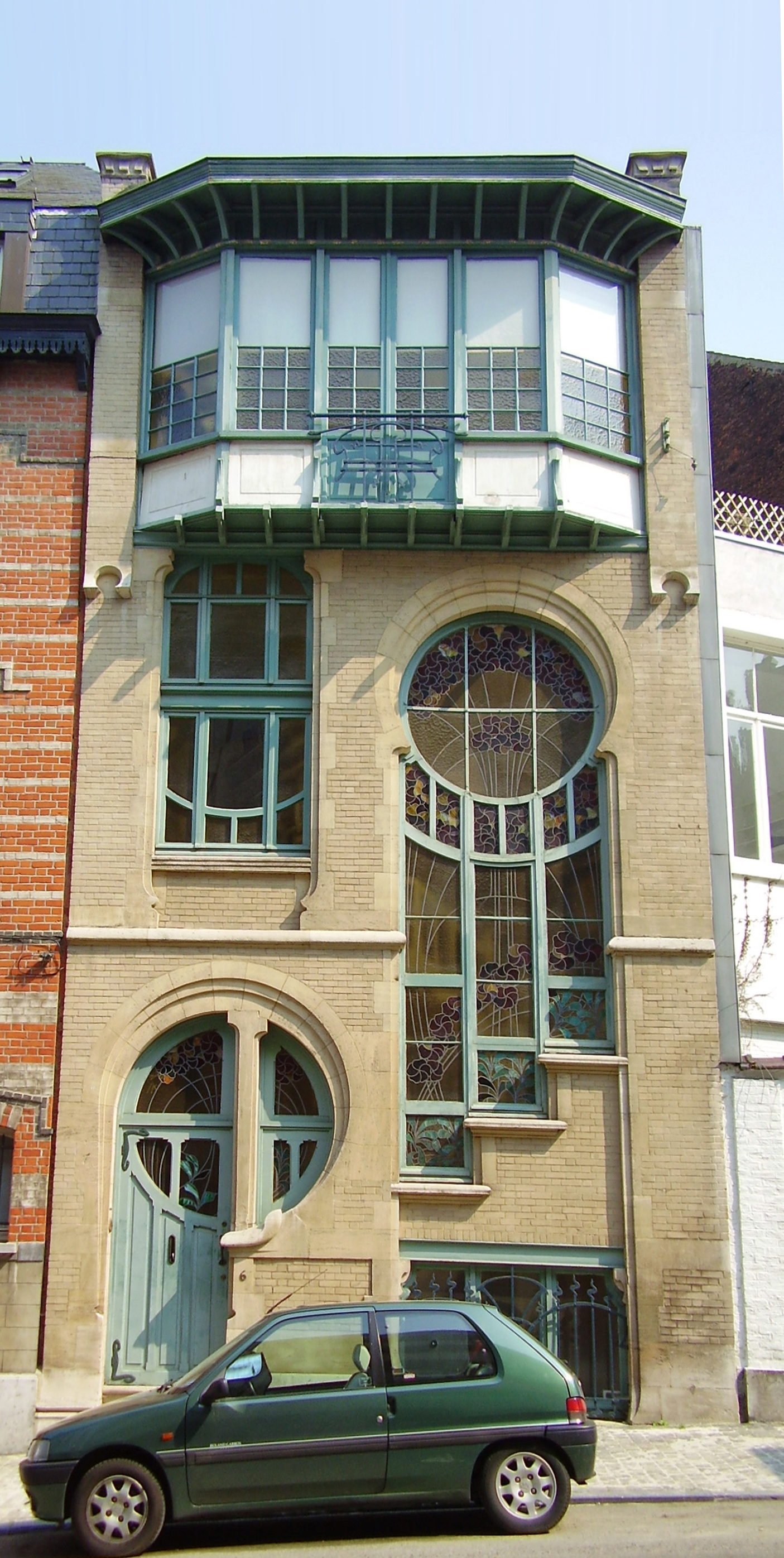
Ernest Delune (1859-1947): casa-estúdio do vitralista Sterner em Bruxelas (1904).

No início, nem art nouveau nem jugendstil eram os nomes comuns do estilo. O estilo era conhecido por esses termos em alguns locais, visto que o estilo ganhava nomes diferentes à medida em que se espalhava. Esses dois nomes são advindos respectivamente da galeria Maison de l'Art Nouveau (Casa da Arte Nova) de Samuel Bing (também conhecido como Siegfried Bing) em Paris e da revista Jugend (Juventude) em Muniqueː ambas promoveram e popularizaram o estilo.

### "Maison de l'Art Nouveau" - Samuel Bing (1838-1905)
"L'Art Nouveau" ou "Maison de l'Art Nouveau" era o nome de uma galeria iniciada em 1895 pelo comerciante de arte Samuel Bing em Paris que exibia artes decorativas. Antes disso, Samuel Bing era, já, um comerciante de arte do Extremo Oriente desde 1884. Bing editou a revista "Le Japon artistique" (1888-1891) em francês, inglês e alemão, falando sobre a arte japonesa, que estava na moda (o japonismo iria influenciar o art nouveau). A fama da sua galeria foi aumentada na Exposição Universal de 1900, onde apresentou instalações de móveis modernos, tapeçarias e objetos de arte com nomes importantes como Henry Van de Velde. S. Bing foi o representante para o mercado francês do trabalho de Louis Comfort Tiffany incluindo vitrais, mosaico de vidro, joalheria e bronzes, mas igualmente do joalheiro René Lalique e do vitralista Émile Gallé, entre outros. Estas exibições decorativas tornaram-se tão fortemente associadas ao art nouveau que o nome de sua galeria subsequentemente forneceu o termo comum usado para o estilo.

### JugendeJugendstil[8]
Jugend: Münchner illustrierte Wochenschrift für Kunst und Leben (Juventude: revista semanal ilustrada de arte e vida de Munique) foi uma revista iniciada em 1896 por Georg Hirth (Hirth continuou sendo o editor até sua morte em 1916 e a revista continuou sendo publicada até 1940). A revista foi essencial na promoção do estilo na Alemanha sobretudo ao nível da arte gráfica e das tipografias originais. Como resultado, seu nome foi adotado como o mais comum termo para o estilo: Jugendstil (estilo da Juventude), apesar de, durante o início do século XX, a palavra ter sido aplicada apenas para definir exemplos bidimensionais de artes gráficas, especialmente as formas de tipografia orgânica e design gráfico encontradas e influenciadas por revistas alemãs como a Jugend, Pan e a Simplicissimus. Atualmente, é aplicada para manifestações mais gerais das artes visuais art nouveau na Alemanha, Países Baixos, estados Bálticos e países Nórdicos.
Hoje, é comum chamar de art nouveau as obras com uma linha orgânica de influência franco-belga e de Jugendstil as obras com linhas mais geométricas dos países germânicos.

### Outros nomes
Ao nível internacional, outros nomes locais foram associados à "arte nova" com as suas formas, escolas de pensamento, praticantes e obras. Muitos desses termos se referem à ideia de novidade:
- Antes de a expressão art nouveau se tornar comum na França, Style Moderne (Estilo Moderno) era a designação mais frequente;
- Arte jovem ou estilo modernista, na Espanha;
- Modernismo, na Catalunha;
- Arte Nova, em Portugal;
- Lo Stile Liberty ou Stile Floreale, na Itália;
- Nieuwe Kunst, nos Países Baixos;
- модерн ("novo, contemporâneo"), na Rússia.

Muitos nomes referem especialmente às formas orgânicas que eram populares com os artistas art nouveau: Stile Floreale (estilo floral), Lilenstil (estilo do Lírio), e Wellenstil (estilo da onda).

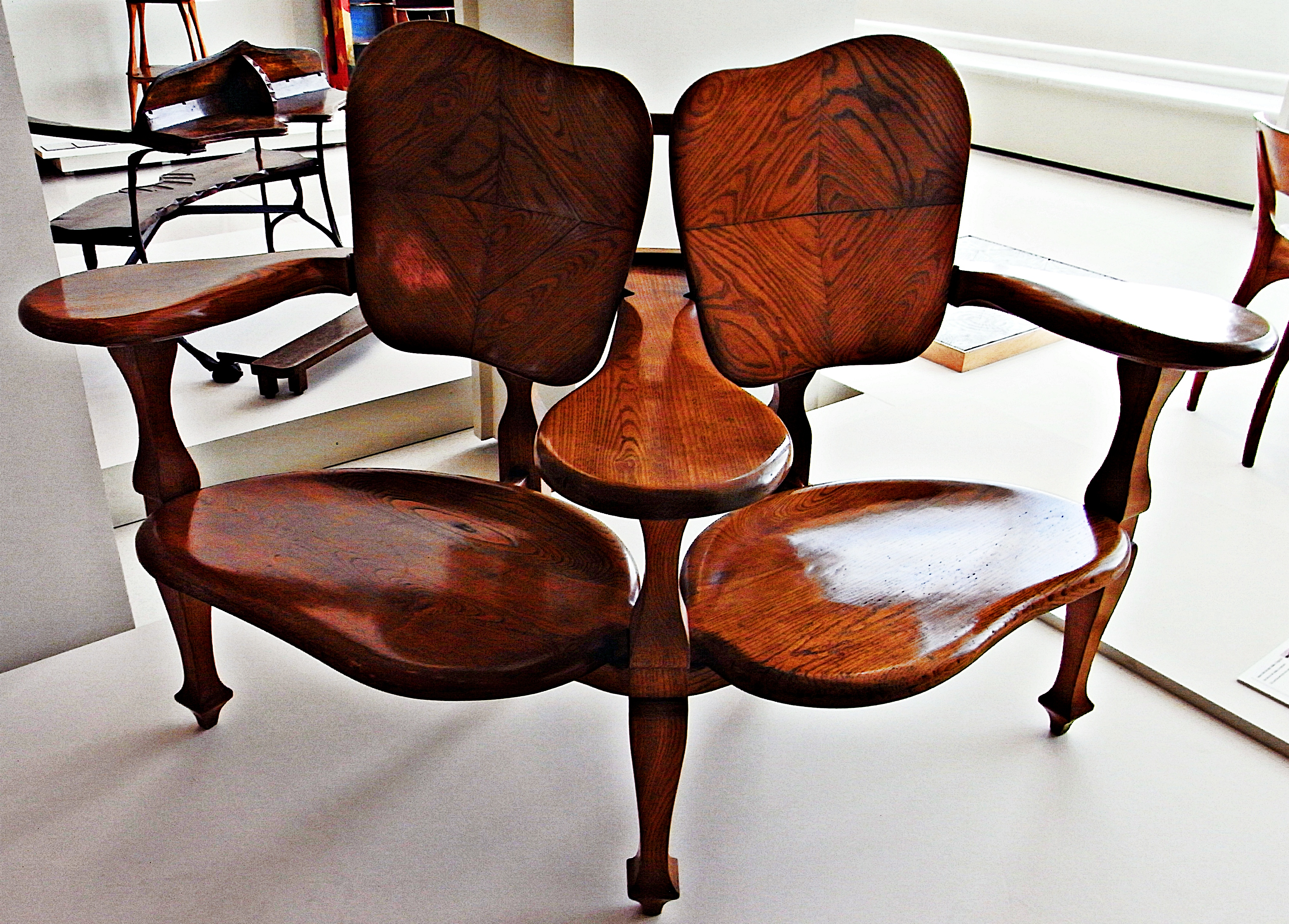
Antoni Gaudí: Namoradeira.
Museu Nacional de Arte da Catalunha.

Em outros casos, são os artistas renomados e locais associados que influenciaram os nomes.
- As entradas (edículas) do Metropolitano de Paris (1900-1912), obras de Hector Guimard, por exemplo, forneceram a expressão Style Métro (estilo metrô),
- a popularidade da loja de departamento londrina Liberty fez com que o estilo ficasse conhecido na Itália como Stile Liberty (estilo Liberty);
- nos Estados Unidos, ficou conhecida como estilo Tiffany devido a sua associação com Louis Comfort Tiffany,
- Na Áustria, uma forma local de art nouveau era praticada pelos artistas da Secessão de Vienaː assim, o estilo passou a ser conhecido como Sezessionstil (estilo da Secessãoː em húngaro, szecesszió).
- No Reino Unido, o estilo é associado às actividades de Charles Rennie Mackintosh em Glasgow, e é geralmente conhecido como Glasgow School, do grupo The Four.[10]

As tendências art nouveau também eram usadas por estilos locais. Na Dinamarca, por exemplo, era um aspecto da escola Skønvirke (trabalho estético) que se relacionava com o estilo Arts and Crafts. Da mesma forma, os artistas adoptaram muitos dos padrões florais e orgânicos do art nouveau no estilo Mloda Polska (Polônia Jovem) na Polónia. No entanto, a Mloda Polska abrangia, também, outros estilos artísticos, literatura e estilo de vida.
Houve, também, nomes menos favoráveis ao estilo art nouveau, como Style Spaghetti (estilo espaguete), o Style Ténia (estilo tênia), o Style Nouille (estilo macarrônico) e Paling Stijl (estilo da enguia).

## Origens doArt Nouveau

### A influência da Inglaterra

#### John Ruskin (1819-1900)[11]
Em 1851, foi organizada, em Londres, a primeira Grande Exibição dos Trabalhos da Indústria de Todas as Nações, mostrando, no Palácio de Cristal, o artesanato e produções industriais da época vindos do mundo inteiro, especialmente do Reino Unido. A motivação da exposição eram glorificar o poder da máquina, a indústria e a nova economia do Império Britânico.
Além disso, esta exposição queria demonstrar:
- a democratização do acesso ao conforto doméstico para a pequena burguesia (hoje, classe média baixa), passando pela criação de novos "objetos de qualidade" a um baixo custo;
- a melhoria das condições de trabalho e de vida dos trabalhadores (embora este segundo ponto não tenha sido realmente aplicado).

No entanto, na realidade os objetos de artes mostrados como novas criações favoreciam o passado, o ostentoso e a imitação dos estilos anteriores. John Ruskin, escritor, crítico de arte e crítico social, afirmou a qualidade inferior desta produção em massa. Concentrando-se particularmente na arquitetura, Ruskin denunciou:
- a utilização de infraestrutura irreal;
- a decoração em trompe-l'oeil;
- o uso de enfeites moldados ou feitos a máquina;
- o facto de se fazerem cópias, imitações ou simulações.

Nessa visão, Ruskin é um adversário da restauração dos edifícios em geral, acreditando que a restauração de um edifício deve se limitar ao mínimo possível, ou então deve-se "deixar o edifício morrer". Esta teoria incentiva o surgimento de um novo movimento arquitetônico. Ruskin tem uma visão oposta à prática do arquiteto Eugène Viollet-le-Duc.

#### William Morris (1834-1896) eArts & Crafts
As origens do art nouveau são encontradas na resistência do artista William Morris por meio das suas composições desordenadas, das suas tendências revivalistas e de suas teorias, que ajudaram iniciar o movimento de Arts and Crafts. No entanto, a capa do livro Wrens City Churches (1883) feita por Arthur Mackmurdo, com seus rítmicos padrões florais, é, comumente, considerada a primeira realização de art nouveau.

### O Japonismo
Por volta da mesma época, a perspectiva plana e as cores fortes das impressões japonesas em bloco de madeira, especialmente aquelas de Katsushika Hokusai, tiveram um efeito forte na formulação do art nouveau. O japonismo, que foi popular na Europa durante os anos 1880 e 1890, foi particularmente influente para muitos artistas, com suas formas orgânicas e referências ao mundo natural. Além de ser adotado por artistas como Emile Gallé e James McNeill Whistler, a arte e o design de inspiração Japonesa foram defendidos pelos empresários Siegfried Bing e Arthur Lasenby Liberty em suas lojas em Paris e Londres, respectivamente.

### Exposições internacionais
Importante para a evolução do art nouveau foi a exposição universal de 1900 em Paris, que apresentou uma visão geral do "estilo moderno" em todos os meios. O estilo conseguiu ainda mais reconhecimento na Esposizione Internazionale d'Arte Decorativa Moderna de 1902 em Turim, na Itália, onde se exibiram designers de quase todos os países europeus que praticavam o art nouveau.

## Filosofia: uma nova maneira de se exprimir

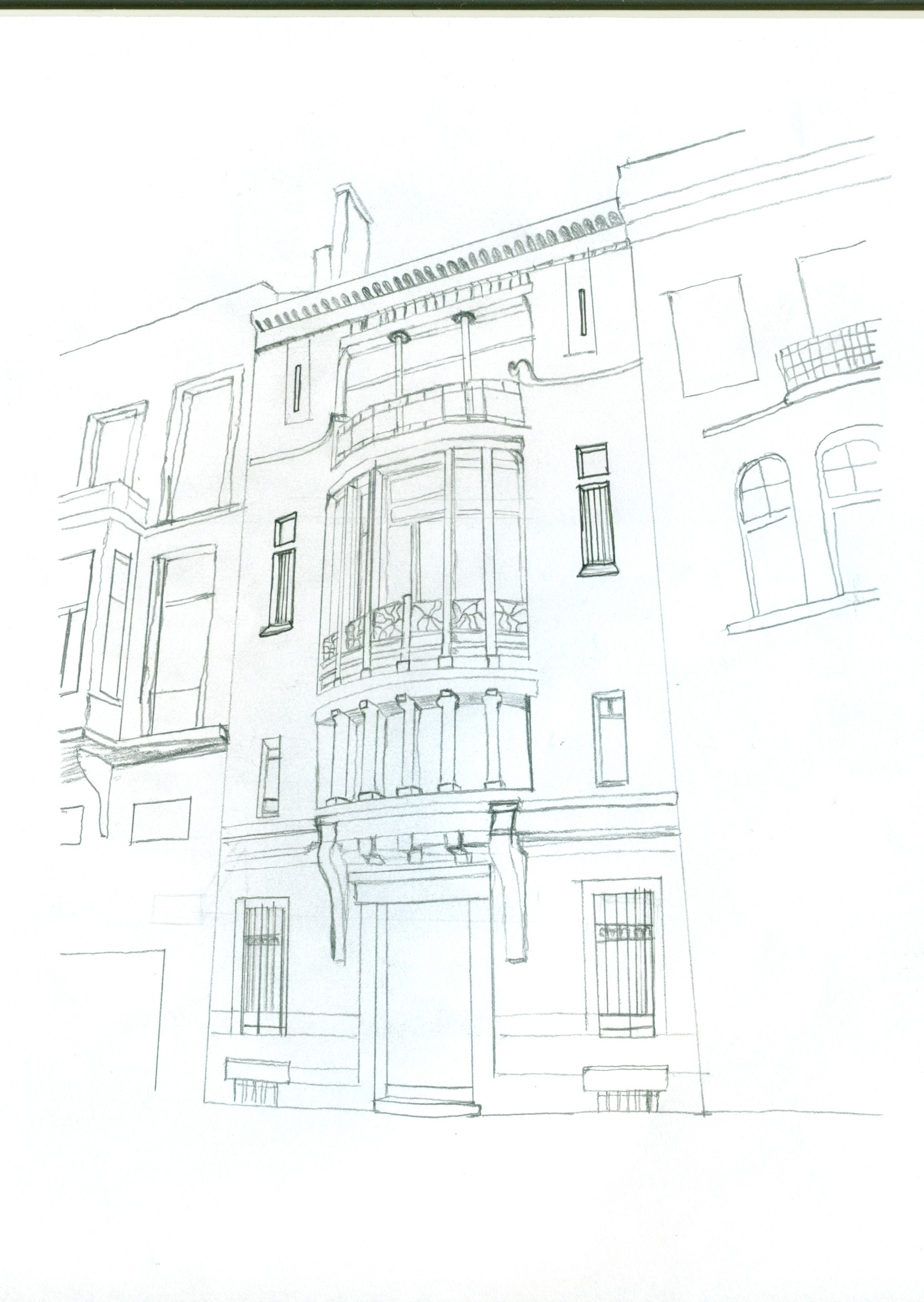
Croqui da fachada do "Hôtel Tassel" (Bruxelas), de Victor Horta, de 1891.

O art nouveau é, atualmente, considerado um estilo "total", significando que inclui uma hierarquia de escalas de design — arquitetura; design interior; artes decorativas incluindo joias, móveis, têxteis, prata e outros utensílios e iluminação; e as artes visuais. De acordo com a filosofia do estilo, a arte deve ser um modo de vida. Para muitos europeus, foi possível viver em casas inspiradas pelo art nouveau com móveis, prataria, louça, joias e cigarreiras art nouveau. Os artistas art nouveau queriam combinar as belas-artes e as artes aplicadas até mesmo com objetos utilitários.

## As linhas doArt Nouveau
Apesar de o art nouveau ter adquirido tendências locais distintas à medida em que se espalhava pelo mundo, algumas características gerais permaneceram. A publicação na revista Pan do quadro Cyclamen (1894) de Herman Obrist descrevendo a obra como "curvas violentas e repentinas geradas pelo estalar de um chicote" ficou muito conhecida durante a propagação inicial do art nouveau. Subsequentemente, não só a obra ficou conhecida como O Chicote como também o termo "chicote" passou a ser frequentemente aplicado às curvas características usadas pelos artistas do art nouveau. Tais padrões decorativos "chicote", formados por linhas dinâmicas, ondulantes e fluidas em um ritmo sincopado, são encontrados na arquitetura, pintura, escultura e outras formas de design art nouveau.

## Art Nouveaue arquitetura
O art nouveau na arquitetura e design interior evitou os estilos ecléticos revivalistas do século XIX. Apesar de os designers art nouveau terem selecionado e modernizado alguns dos mais abstratos elementos do estilo rococó, como as texturas da chama e da concha, eles também defenderam o uso de formas orgânicas muito estilizadas como fonte de inspiração, expandindo o repertório "natural" de se usar alga, grama e insetos.
A arquitetura art nouveau fez uso de muitas das inovações tecnológicas do fim do século XIX, especialmente o uso de ferro exposto e grandes pedaços irregulares de vidro para a arquitetura. No início da Primeira Guerra Mundial, no entanto, a natureza estilizada do design art nouveau — que era caro para se produzir — começou a ser abandonada em favor de um modernismo mais ágil, retilíneo e barato, se transformando no que viria a ser conhecido como art déco.

### Europa

#### Bélgica
Em Bruxelas, na Bélgica, o estilo foi desenvolvido com a ajuda dos arquitetos Victor Horta e Henry Van de Velde.

#### França e Suíça
Em Paris, a Maison de l'Art Nouveau, naquela época administrada por Siegfried Bing, apresentou objetos art nouveau. Artistas como Émile Gallé, Louis Majorelle e Victor Prouvé em Nancy, na França, iniciaram a escola de Nancy, dando uma nova influência para o art nouveau. Outros designers de art nouveau na França, Bélgica e Suíça são fr:Théophile Alexandre Steinlein, Hector Guimard e Jules Lavirotte. O artista tcheco Alfons Mucha trabalhou em Paris por vários anos.

#### Alemanha
O art nouveau Alemão é, geralmente, conhecido por seu nome alemão, Jugendstil. Baseando-se na gravura tradicional alemã, o estilo usa bordas precisas e duras, um elemento bem diferente do estilo naturalístico da época. O estilo era usado principalmente em Hamburgo. A arte Jugendstil inclui uma variedade de métodos diferentes, aplicados por uma grande variedade de artistas individuais. Métodos variam do clássico ao romântico. Uma característica do Jugendstil é a tipografia usada, uma combinação da letra e imagem que é inconfundível. A combinação foi usada em capas de livros, propagandas e pôsteres de exibição. Designers, frequentemente, usavam tipos de exibição únicos que entravam em harmonia com a imagem.
Henry Van de Velde, que trabalhou a maior parte de sua carreira na Alemanha, foi um teorista que influenciou muitos outros a continuar esse estilo de arte gráfica incluindo Peter Behrens, Hermann Obrist e Richard Riemerschmid. August Endell e Henri Privat-Livemont são outros designers de art nouveau notáveis.
Revistas foram importantes para disseminar a linguagem visual do Jugendstil, especialmente as suas qualidades gráficas. Além da Jugend, outras revistas importantes foram a Simplicissimus e a Pan.

#### Grã-Bretanha
No Reino Unido, o art nouveau se desenvolveu a partir do movimento de arts and crafts. O início de um estilo art nouveau pode ser reconhecido na década de 1880 por meio de alguns desenhos progressistas, como o desenho de Arthur Mackmurdo para a capa de seu livro sobre as igrejas da cidade feitas por sir Christopher Wren, publicado em 1883. Glasgow, eventualmente, se tornou o local mais importante na Grã-Bretanha devido às criações de Charles Rennie Mackintosh e seus colegas. O grupo de artistas conhecido como a Escola de Dunbar era ativo em, como era conhecido na Escócia, Art Noovoo. Outros notáveis designers britânicos de art nouveau incluem Walter Crane, Arthur Lasenby Liberty, Charles Ashbee e Aubrey Beardsley.
O prédio Edward Everard em Bristol, construído de 1900 a 1901 para abrigar a editora das obras de Edward Everard, apresenta uma fachada art nouveau. As figuras retratadas são de Johannes Gutenberg e William Morris, ambos eminentes na área da impressão. A figura alada simboliza o Espírito de Luz, enquanto uma figura segurando uma lâmpada e um espelho simboliza a luz e a verdade.

#### Áustria
Uma abordagem local para o art nouveau é representada pelos artistas da secessão vienense, movimento que se iniciou em 3 de Abril de 1897 por Gustav Klimt, Koloman Moser, Josef Hoffmann, Joseph Maria Olbrich, Max Kurzweil e Otto Wagner, entre outros, os quais se opuseram à orientação conservadora em relação ao historicismo expressada pela Vienna Künstlerhaus.

### Arte Novaem Portugal
Em Portugal, a arte nova ou art nouveau situa-se principalmente em Aveiro e no Porto. São, principalmente, lojas e casas particulares pertencentes à burguesia que fez fortuna nos negócios e na indústria.
Em Aveiro, os edifícios art nouveau concentram-se especialmente na rua João Mendonça e à volta do canal central da Ria. A propagação do art nouveau em Portugal, apesar de atrasado devido a um lento desenvolvimento da indústria, prosperou em cidades como Porto e Aveiro, nas quais podem ser encontrados numerosos prédios influenciados por modelos europeus, em específico a arquitetura francesa.

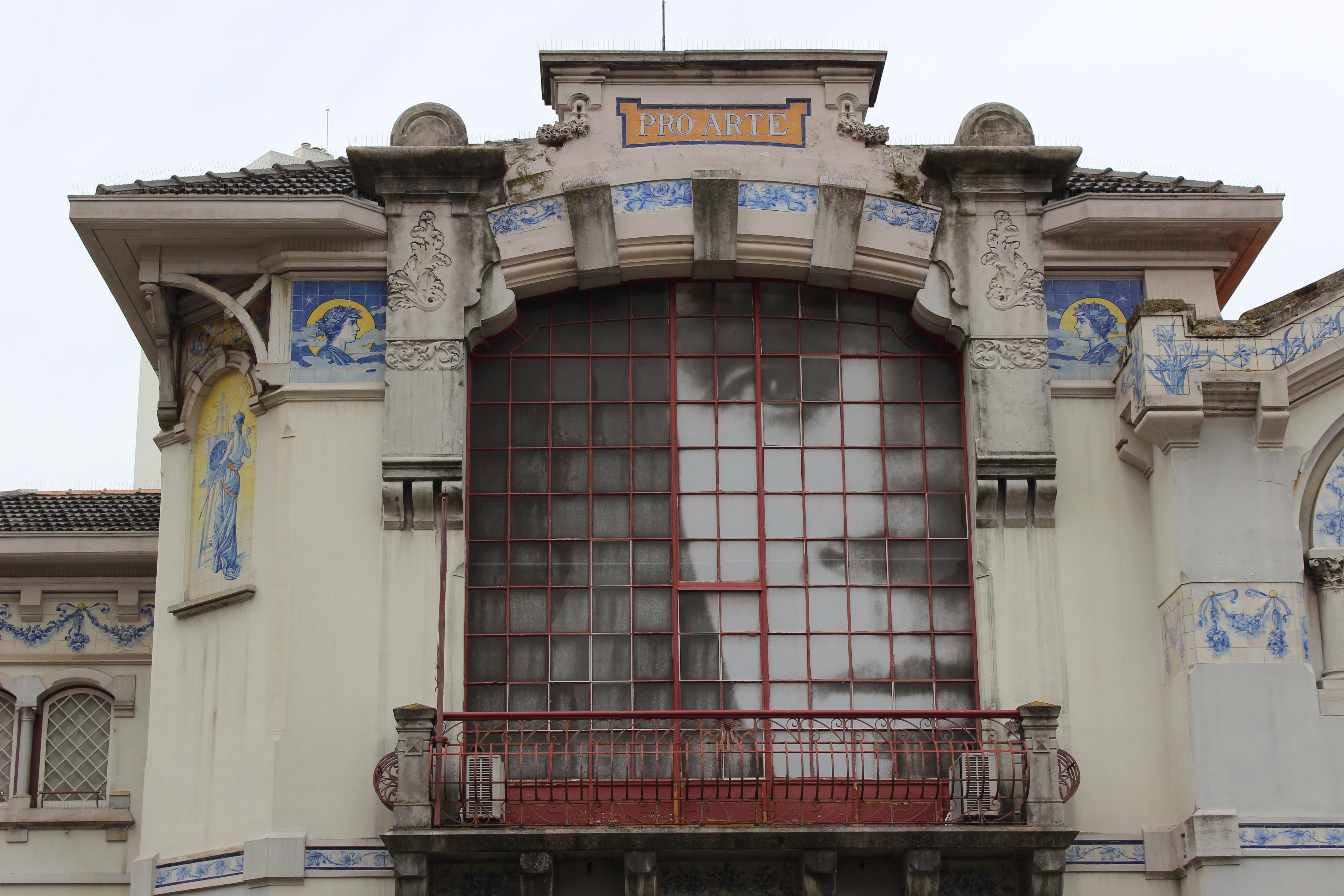
Museum-Residência Dr. Anastácio Gonçalves em Lisboa (1904–05)
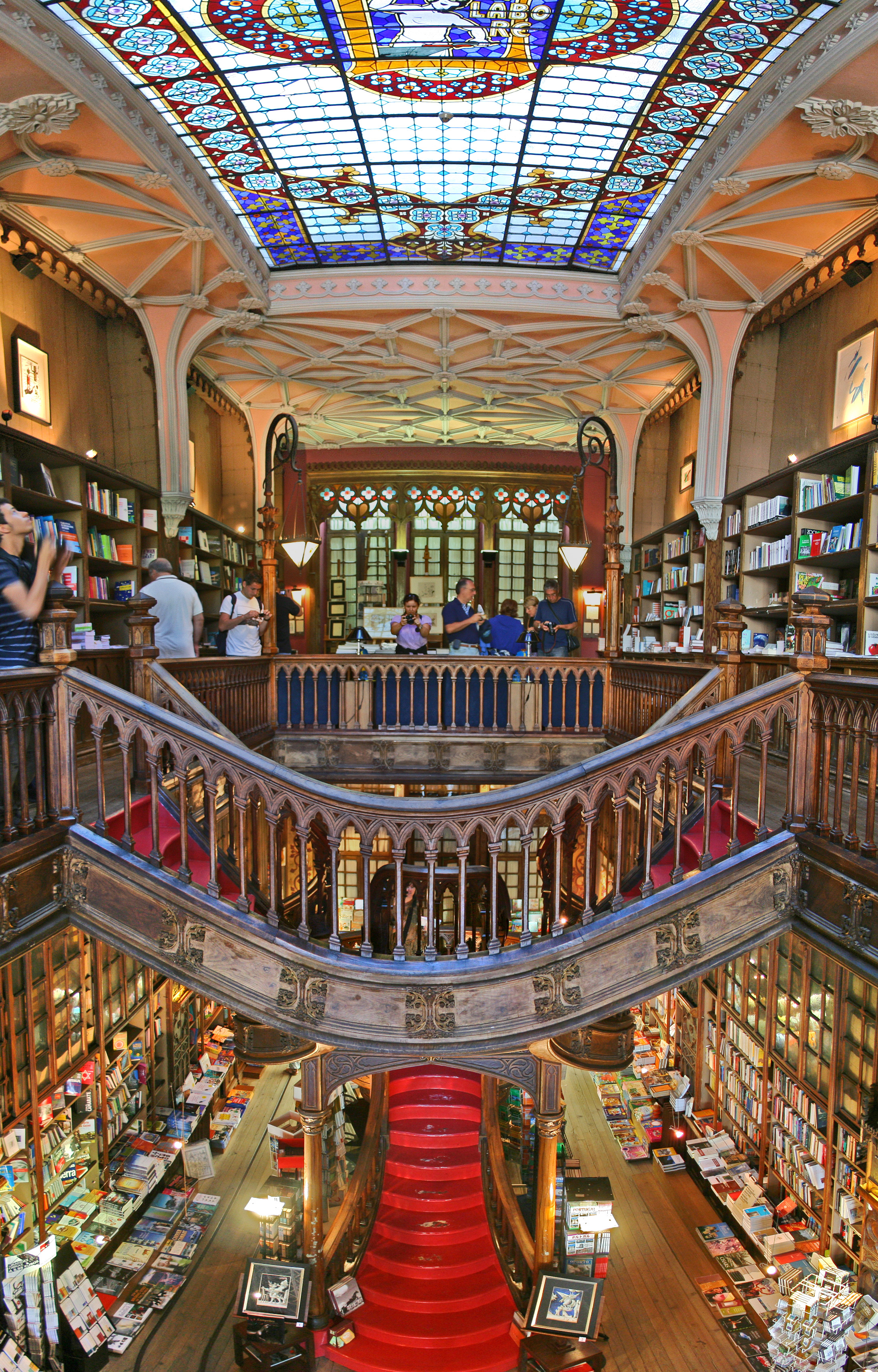
Livraria Lello livraria no Porto (1906)
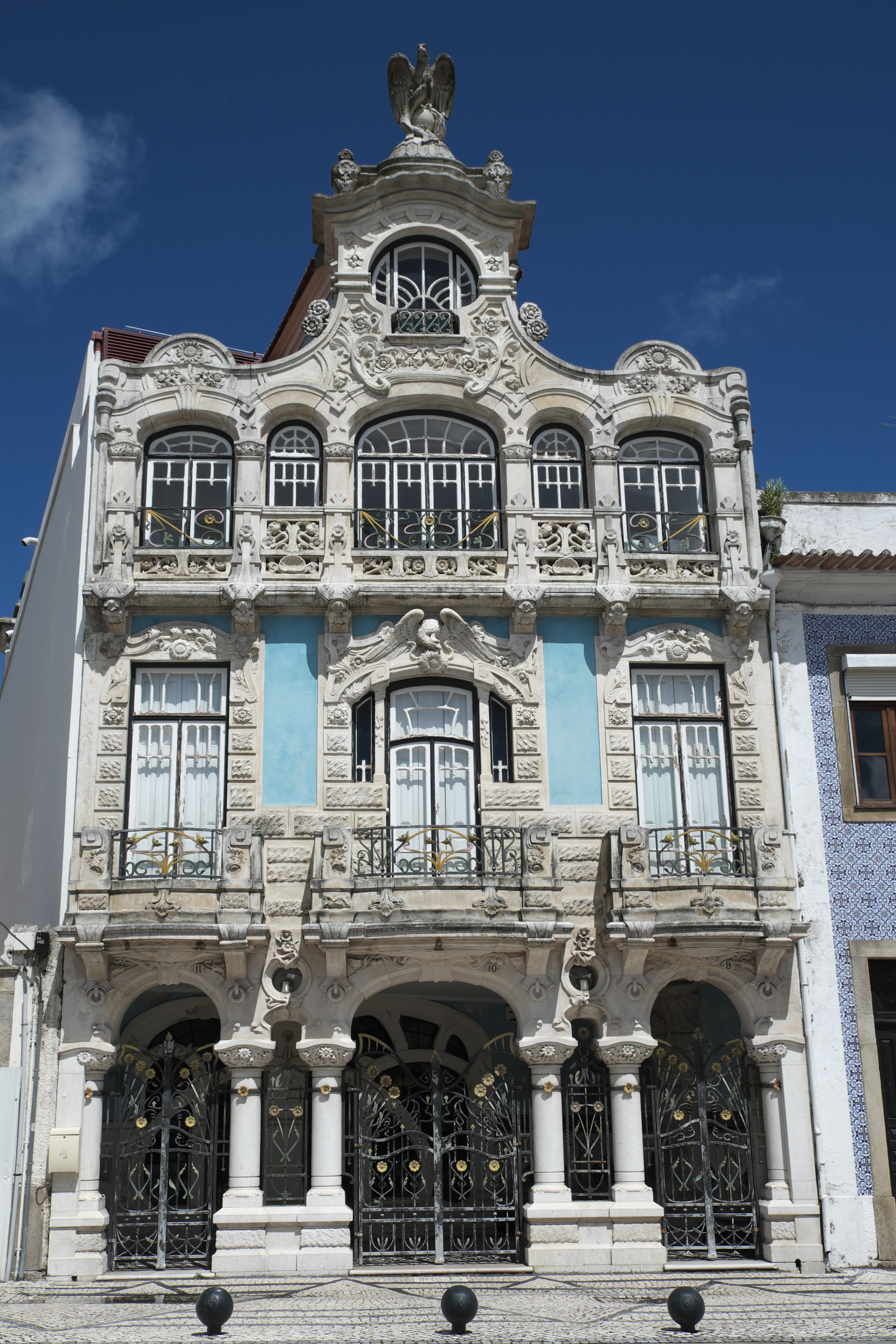
Fachada da Residência Major Pessoa em Aveiro (1907–1909)
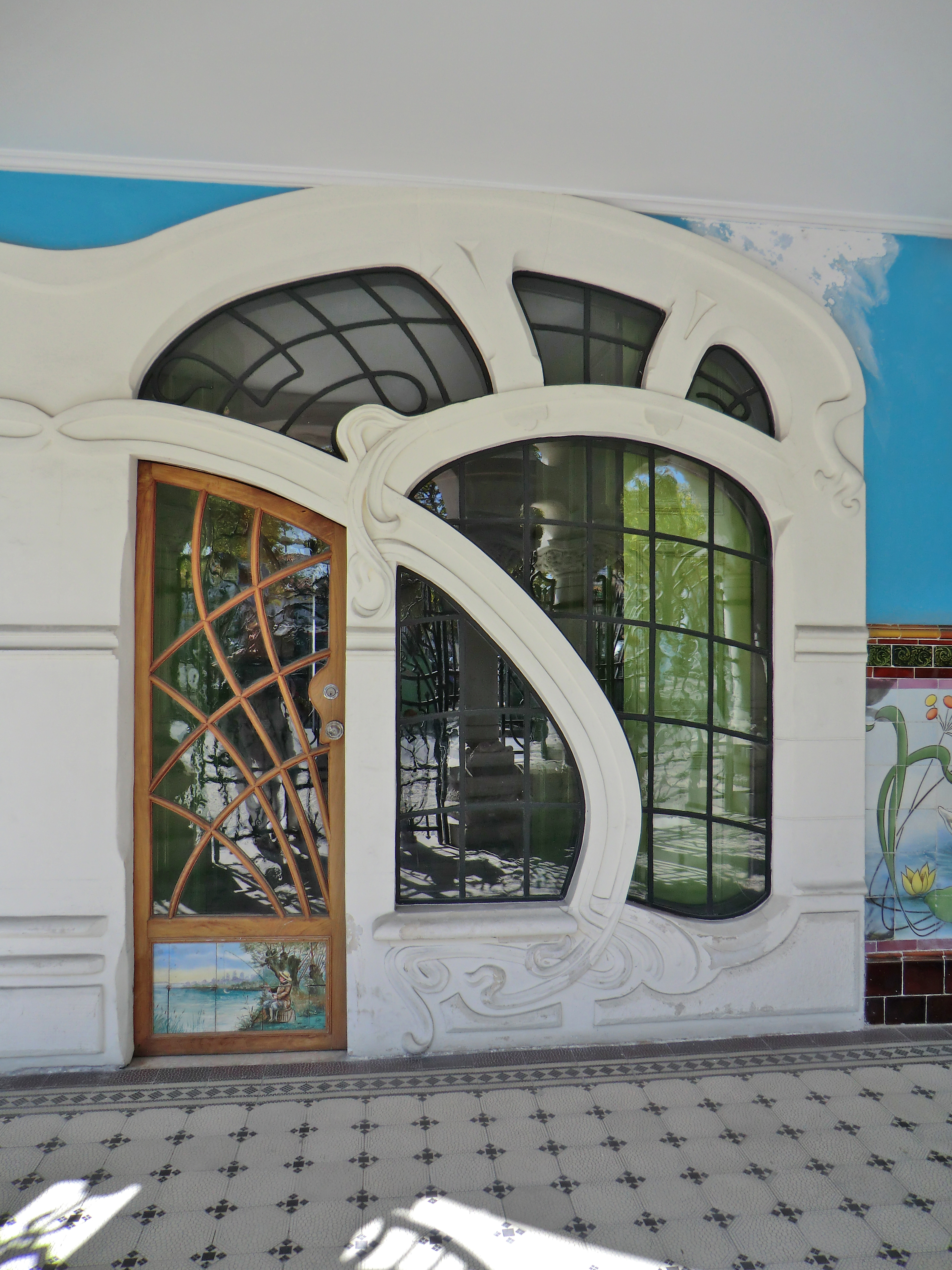
Átrio da Residência Major Pessoa
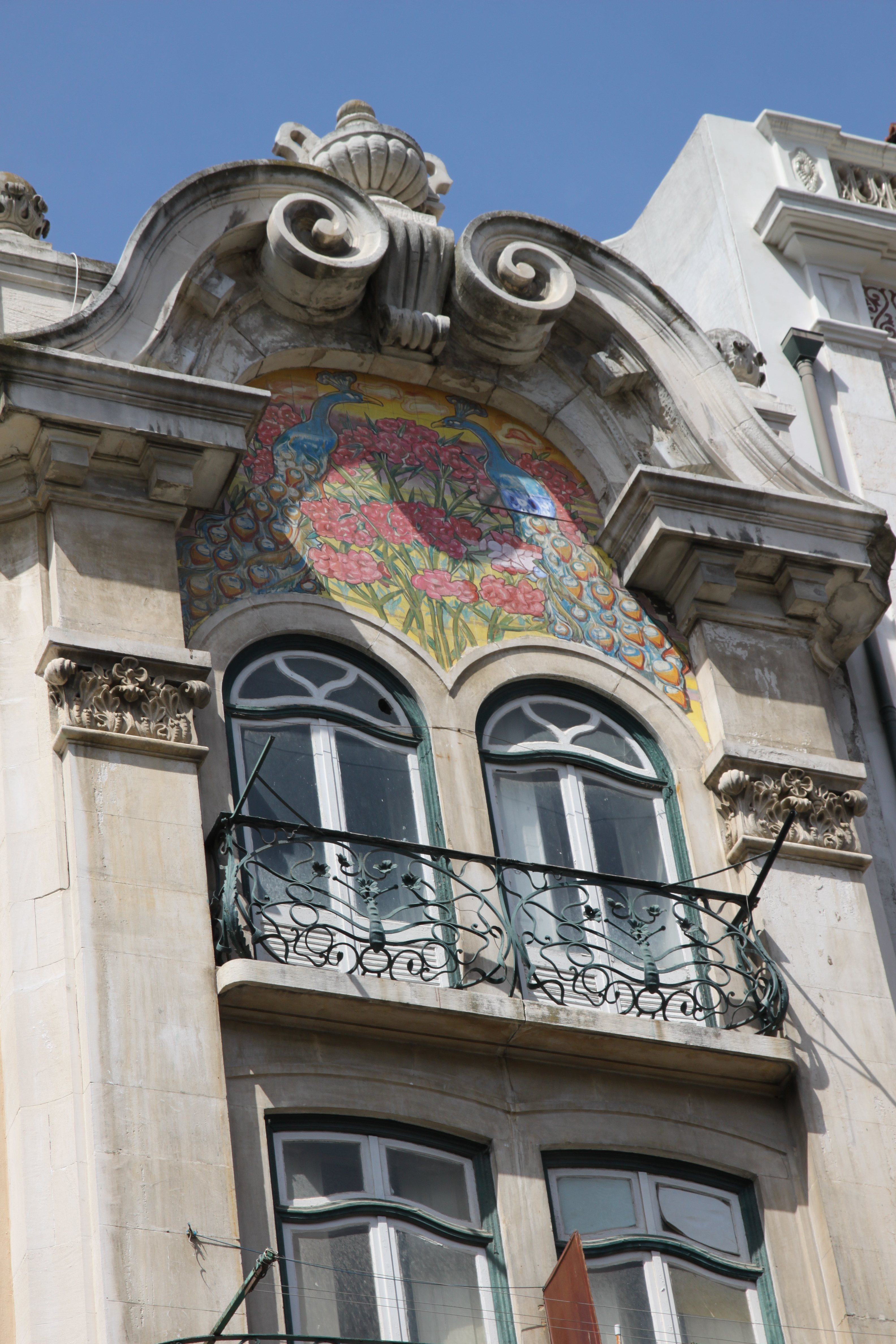
Pormenores do edifício Almirante Reis, 2-2K em Lisboa (1908)
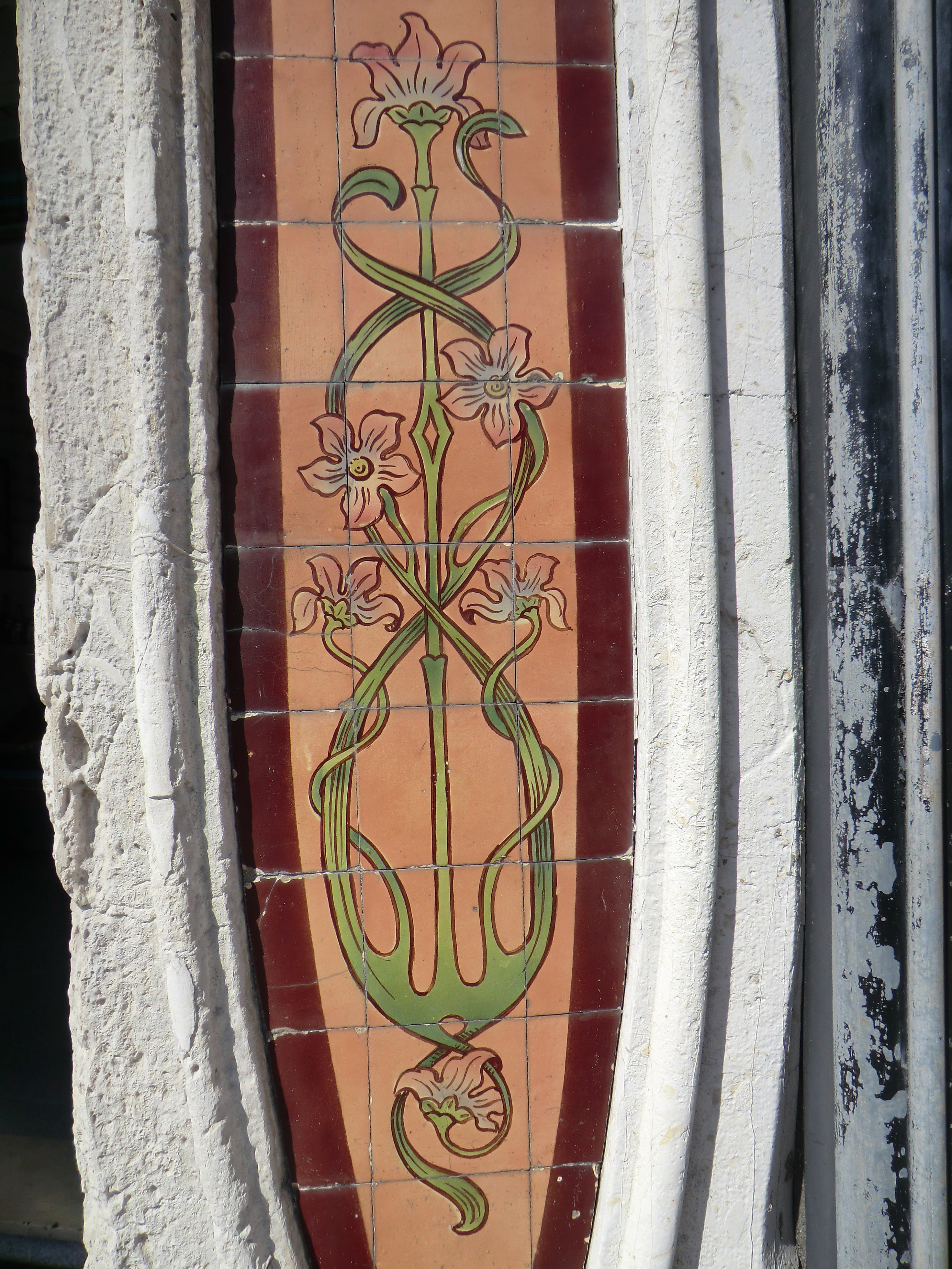
Azulejo da Cooperativa Agrícola de Aveiro (1913)

A variante Art Nouveau em Aveiro (Portugal) era designada por Arte Nova, e a sua principal característica era a ostentação: o estilo era utilizado pela burguesia que queria expressar a sua riqueza nas fachadas enquanto adotava um estilo conservador nos interiores. Outra característica distintiva da Arte Nova era a utilização de azulejos produzidos localmente com motivos Arte Nova.
O artista mais influente da Arte Nova foi Francisco Augusto da Silva Rocha.  Embora não tenha formação em arquitectura, desenhou muitos edifícios em Aveiro e noutras cidades de Portugal. Uma delas, a residência Major Pessoa, tem a fachada e o interior em estilo Arte Nova e alberga hoje o Museu de Arte Nova. 
Existem outros exemplos de Arte Nova noutras cidades de Portugal. Alguns deles são a Museu-Residência Dr. Anastácio Gonçalves de Manuel Joaquim Norte Júnior (1904–1905) em Lisboa, Café Majestic de João Queiroz (1921) e Livraria Lello de Xavier Esteves (1906), ambas em Porto .

#### Espanha
Na Espanha, o estilo se expressou principalmente em Barcelona, tendo sido um elemento essencial do modernismo catalão. O arquiteto Antoni Gaudí, cujo estilo decorativo arquitetônico é tão pessoal que, às vezes, se considera que pratica um tipo diferente de art nouveau, usa as formas florais e orgânicas do art nouveau. Seus designs de cerca de 1903, a Casa Batlló (1904-1906) e a Casa Milà (1906-1908), são mais relacionadas com os elementos estilísticos do art nouveau. No entanto, estruturas famosas como o Templo Expiatório da Sagrada Família caracteristicamente contrastam as tendências de modernização do art nouveau com o chamado reavivamento neogótico. Além da presença dominante de Gaudí, Lluís Domènech i Montaner também usou art nouveau em Barcelona em prédios como a Casa Lleó Morera (1905). Outro grande utilizador de art nouveau foi Josep Maria Jujol.

#### Praga e as Terras Tchecas
Alfons Mucha usou o estilo em Praga e Morávia (parte da atual República Tcheca); seu estilo de art nouveau foi associado com o Renascimento Nacional Tcheco. Secções "fim de século" de Praga revelam prédios modestos incrustados com imagens de folhas e mulheres que se curvam e giram através das fachadas. Exemplos de art nouveau na cidade, juntamente com os exteriores de muitos prédios de apartamento e comerciais, são a Casa Municipal, o Hotel Pariz, Mercado Municipal de Smíchov, Hotel Central, as janelas da capela de São Venceslau na Catedral de São Vito, a estação de trem principal, o Hotel Grand e a Sinagoga do Jubileu. O cemitério Olsany e o novo cemitério judeu também são exemplos importantes de art nouveau. Em Tcheco, o art nouveau é conhecido como Secese, um nome adotado do termo Austríaco Secession.
O estilo foi fortemente influenciado pelo artista Tcheco Alfons Mucha quando produziu um pôster litografado que apareceu em 1 de Janeiro de 1895 nas ruas de Paris como uma propaganda para a peça Gismonda, de Victorien Sardou, com a atriz Sarah Bernhardt. O pôster popularizou o novo estilo artístico e seu criador entre os cidadãos de Paris. Inicialmente denominado "Style Mucha", seu estilo logo ficou conhecido como art nouveau.

#### Letônia
A arquitetura art nouveau foi popular em Riga, capital da Letônia, durante o fim do século XIX e o começo do século XX — cerca de 40% dos prédios desta época foram construídos neste estilo. Vários subestilos formaram-se neste período. Elementos iniciais do novo estilo foram adicionados à arquitetura eclética formando o "art nouveau eclético". A expressão "art nouveau decorativo" refere ao estilo usando apenas elementos decorativos do art nouveau; o primeiro edifício assim foi construído em 1899, mas, em 1906, os estilos decorativos já haviam saído de moda. Logo, o estilo decorativo não é muito difundido em Riga. O estilo mais popular em Riga é conhecido como "art nouveau romântico". Simplista e moderno em forma, esses prédios foram decorados com elementos de outros estilos históricos e constituem cerca de um terço de todos os prédios de Riga central. De 1905 a 1911, o romantismo nacional da Letônia atingiu seu auge. Apesar de ser um subestilo do art nouveau, copiou formas de arquitetura tradicional e incorporou elementos decorativos tradicionais. Com o amadurecimento do art nouveau, a ênfase em linhas verticais se tornou mais popular, gerando o "art nouveau vertical". Esse estilo foi mais popular logo antes da Primeira Guerra Mundial. O centro de Riga é, atualmente, designado como um dos patrimônios mundiais da UNESCO devido, em parte, à sua arquitetura art nouveau.
Um número significante de estruturas art nouveau está localizado em outras cidades e vilas da Letônia, incluindo Liepāja (centenas de prédios), Jūrmala (exemplo notável: Igreja Luterana Dubulti, 1907), Daugavpils e outros. O uso de art nouveau fora de centros urbanos tem sido raro mas existem alguns exemplos extraordinários como, por exemplo, a mansão Luznava (leste da Letônia).

#### Itália
O nome que o art nouveau ganhou na Itália, Stile Liberty, era uma referência aos desenhos modernos da loja londrina Liberty & Co, indicando tanto o aspecto comercial do art nouveau, como também o caráter "importado" que manteve em algumas partes da Itália, mas não em Palermo, isolada do desenvolvimento no norte e dona de um caráter independente, devido em grande parte aos designers, como o arquiteto Ernesto Basile e Ducrot Vittorio, que se especializou como marceneiro. Basile e Ducrot foram responsáveis pela ideia de "obra de arte completa" na Itália. Cidades e locais italianos importantes para a Liberty são os centros de spa de Salsomaggiore Terme, na região de Emilia-Romagna, e San Pellegrino Terme, na Lombardia, assim como Cernobbio, no Lago Como, também na Lombardia.
Algumas cidades grandes têm um número considerável de decorações e prédios no estilo Liberty, especialmente Turim, Milão, Nápoles e Génova e grandes seções da cidade de Viareggio, na Toscana. O estilo Liberty foi usado por designers e arquitetos italianos em muitos locais no exterior, especialmente na Argentina e no Chile, como em Valparaíso, onde os arquitetos Renato Schiavon e Arnaldo Barison, treinado em Trieste, chegaram depois do terremoto de 1906. Lá, estes arquitetos construíram estruturas fenomenais, como o Palácio Baburizza (1915), atualmente o museu de belas-artes da cidade. Outros designers importantes eram a família Bugatti (Carlo, Ettore, Jean e Rembrandt), mais conhecida por seus carros feitos na França, e móveis de arte feitos em sua cidade natal, Milão. Carlo Bugatti, nascido em fevereiro de 1856 em Milão, era o filho de um arquiteto e escultor, Giovanni Luigi Bugatti. Carlo recebeu seu treinamento na renomada Academia de Milão, Brera e, posteriormente, na Academia de Belas-Artes de Paris. Seu trabalho foi abrangente, incluindo talheres, tecidos, cerâmica e instrumentos musicais, mas é mais lembrado por seus designs inovadores de móveis, mostrados pela primeira vez em 1888 na feira de belas-artes de Milão.

#### Hungria
Em contraste ao historicismo, o art nouveau Húngaro é baseado em supostas características da arquitetura nacional. Ödön Lechner (1845-1914), a pessoa mais importante do art nouveau húngaro, foi inspirado, inicialmente, pela arquitetura indiana e síria, e, posteriormente, pelos tradicionais desenhos húngaros decorativos. Dessa forma, Lechner criou uma síntese original de estilos arquitetônicos. Deixando de usar o estilo de Lechner, mas ainda inspirado pelo seu método, o grupo de "jovens" (Fiatalok) que incluía Károly Kós e Dezsõ Zrumeczky, aplicou as estruturas e formas características da arquitetura húngara tradicional, especialmente a vernácula da Transilvânia. Além dos dois estilos principais, a arquitetura húngara também tem versões locais de tendências originárias de outros países europeus. A secessão vienense, o Jugendstil Alemão, o art nouveau da França e da Bélgica e a influência da arquitetura inglesa e finlandesa são todas representadas nos prédios construídos no começo do século XX. Béla Lajta inicialmente adotou o estilo de Lechner e, subsequentemente, adotou as tendências inglesas e finlandesas; após desenvolver um interesse no estilo egípcio, finalmente desenvolveu um estilo arquitetônico moderno. Aladár Árkay fez quase o mesmo. István Medgyaszay desenvolveu um estilo próprio, que diverge do de Lechner ao usar padrões tradicionais estilizados para criar designs decorativos em concreto. Para as artes aplicadas, os principais responsáveis por disseminar o art nouveau foram a escola e o Museu de Artes Aplicadas, que abriram em 1896.

#### Centro e Leste da Europa
Na Rússia, o estilo foi promovido pela revista de arte Mir Iskusstva (Mundo da Arte), que gerou os revolucionários Ballets Russes.
O estilo Polonês foi centrado em Cracóvia e fez parte do estilo Mloda Polska. Stanislaw Wyspiański foi o principal artista art nouveau na Polônia; suas pinturas, designs teatrais, vitrais e interiores de prédios são muito admirados e celebrados no Museu Nacional de Cracóvia. Prédios art nouveau sobrevivem na maioria das cidades polonesas, com a exceção de Varsóvia, onde as autoridades comunistas destruíram os poucos exemplos que haviam sobrevivido à destruição nazista da cidade alegando que os prédios eram decadentes.
As terras eslovenas foram outra área influenciada pelo art nouveau. No início, o art nouveau Esloveno era influenciado fortemente pela secessão vienense, mas, posteriormente, desenvolveu um estilo individual. Arquitetos importantes deste estilo incluem Max Fabiani, Ciril Metod Koch, Jože Plečnik e Ivan Vurnik. A maior parte da arquitetura é encontrada em Ljubljana.
A Croácia era uma área de arquitetura da secessão também. Arquitetos como Vjekoslav Bastl e Baranyai desenvolveram uma mistura entre o modernismo e o art nouveau Clássico. O arquiteto croata Josip Vancaš trabalhou durante a maior parte do tempo em Sarajevo, a capital da Bósnia e Herzegovina. A sua arquitetura era uma mistura do historicismo anterior e do verdadeiro art nouveau: alguns de seus melhores prédios art nouveau estão localizados em Ljubljana, na Eslovênia.

#### Norte da Europa - Escandinávia
O art nouveau também era popular nos países nórdicos, onde se integrou com o estilo nacional romântico. Bons exemplos são os bairros de Katajanokka e Ullanlinna em Helsinque, na Finlândia, além da estação central de Helsinque, desenhada pelo arquiteto Eliel Saarinen. Assim como na Alemanha, Jugendstil ainda é o termo predominantemente usado para o estilo.
A cidade costeira norueguesa de Ålesund foi consumida por um incêndio em 1904 e foi, então, reconstruída em uma arquitetura Jugendstil uniforme, mantida mais ou menos intacta até presentemente.

#### Malta
Existem edifícios art nouveau chamados Balluta Buildings, que são prédios de apartamentos na costa oriental de Balluta Bay, na costa nordeste de Malta, dentro do distrito de St. Julians.

### América

#### Brasil

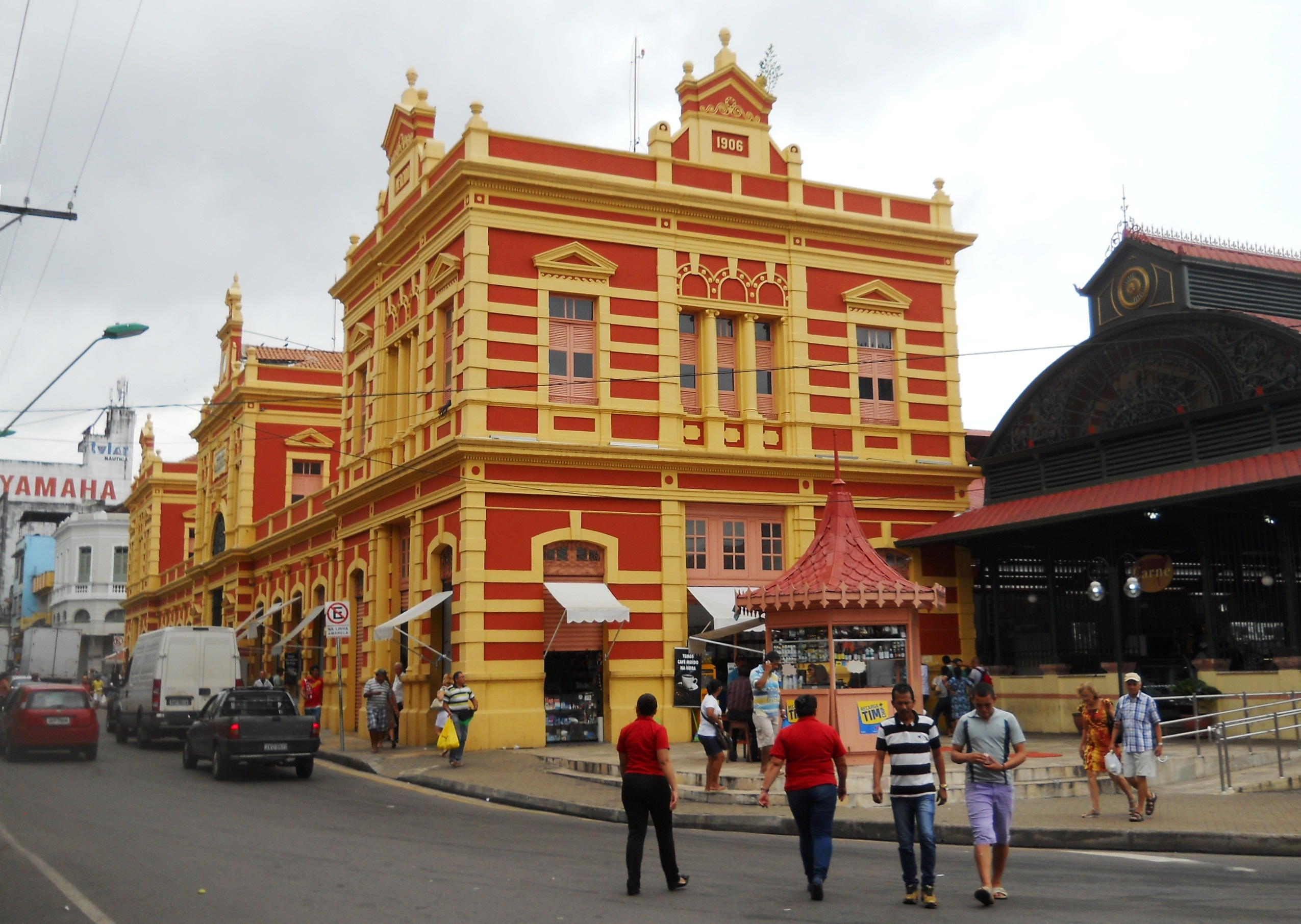
Com mais de 130 anos, o Mercado Municipal de Manaus é um exemplar da arquitetura art nouveau no Brasil.

O projeto do Mercado Municipal de Manaus, inaugurado em 1883, é da autoria do arquiteto francês Gustave Eiffel, o mesmo responsável pela beleza arquitetônica da Torre Eiffel de Paris. Em estilo art nouveau, suas estruturas são todas ornamentadas de ferro. Essa linha arquitetônica deu início, em vários países da Europa, a uma modernização nas estações ferroviárias, outros mercados, pavilhões de exposições, praças dotadas com coretos ornados em ferro e bronze, chafarizes e vários prédios e residências, seguindo a mesma linha estilística. Por ser um dos principais exemplares da arquitetura de ferro no Brasil, é considerado Patrimônio Histórico Nacional pelo IPHAN.
Na arquitetura, o sueco Carlos Eckmann projetou e construiu, em 1902, a mansão residencial da família Álvares Penteado. Doada à Universidade de São Paulo em 1949, a luxuosa construção de dois pavimentos, com mais de 60 cômodos, é, hoje, a sede dos cursos de pós-graduação da Faculdade de Arquitetura e Urbanismo da Universidade de São Paulo (FAU-USP) e um dos últimos prédios remanescentes de arquitetura art nouveau em São Paulo.

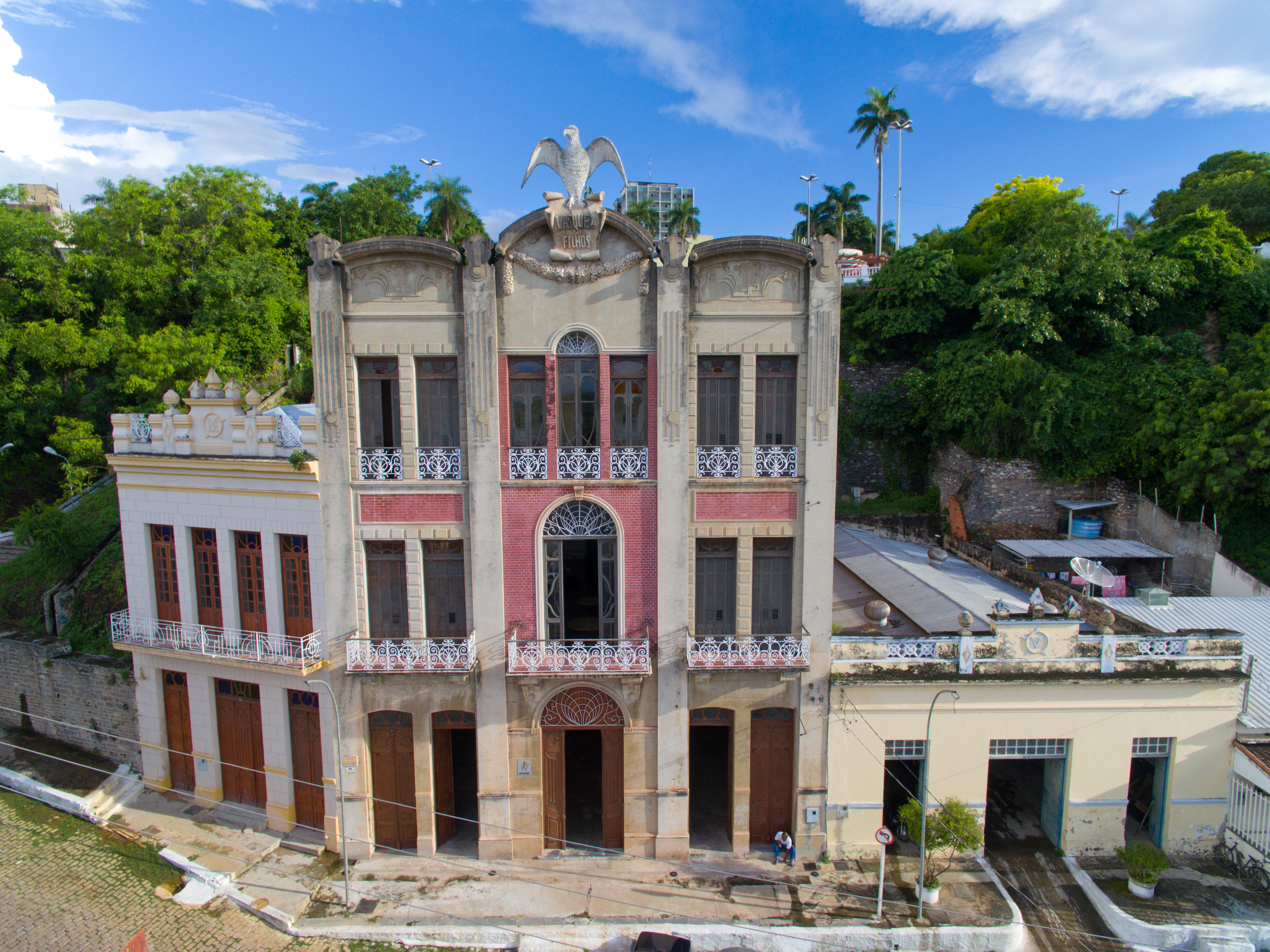
O histórico edifício Vasques & Filhos, no Porto Geral, em Corumbá, Mato Grosso do Sul. Fora construído em 1909 pelo arquiteto Italiano Martino Santa Lucci.

No cenário das artes plásticas, o art nouveau, de natureza eminentemente decorativa, tanto no campo teórico como na pintura, foi introduzido no Brasil por Eliseu Visconti. O interesse pelas artes decorativas levou o artista a frequentar, em Paris (1894-1897), o curso de artes decorativas de Eugène Grasset. A influência do estilo fez-se sentir em diversas pinturas de Visconti, notadamente nas decorações que o artista executou no interior do Theatro Municipal do Rio de Janeiro. Mas foi a percepção do art nouveau como relação estreita entre arte decorativa e indústria que levou Visconti a tornar-se um pioneiro do design no Brasil. Ainda em 1896, Visconti produz a ilustração para a capa do primeiro número da Revue du Brésil, revista bimensal (1896-1900) fundada após a Proclamação da República do Brasil e editada em diversas línguas e distribuída em Europa. Através da ilustração da capa da Revue du Brésil, Eliseu Visconti introduz o art nouveau nas artes gráficas do Brasil. Ao retornar da Europa, em 1900, Visconti exibe, em sua primeira exposição individual, diversos trabalhos de arte aplicada à indústria, com forte presença do estilo art nouveau: objetos em ferro, cerâmica, trabalhos de marchetaria, vitrais, estamparia de tecidos, papel de parede e couro cinzelado. Em 1903, o artista projetaria uma coleção de dezesseis selos e bilhetes-postais, vencedora do concurso aberto pelos Correios, utilizando a figura feminina como tema, maior exemplo de seu design no estilo art nouveau.

#### Argentina
Do outro lado do Rio da Prata, Buenos Aires ainda conserva parte de sua arquitetura art nouveau, trazida por imigrantes italianos e espanhóis que desenvolveram o Jugendstil (edifício Otto Wulff, por Morten Ronnow, dinamarquês), Liberty (Casa de los Pavos Reales, por Virginio Colombo, Italiano), Modernisme (vários prédios por Julián García Núñez, espanhol-argentino) e variedades de art nouveau (Chile Hotel por Louis Duboius, francês). Outra cidade Argentina onde está arquitetura foi protegida é Rosário, um porto importante no Rio Paraná.

#### Uruguai
Montevidéu é um bom exemplo da influência do art nouveau na América. O estilo é muito aparente tanto na arquitetura do centro da cidade quanto no da periferia. Montevidéu manteve uma comunicação intensa com Paris, Londres e Barcelona durante o apogeu do art nouveau, quando a cidade estava recebendo imigração em massa, especialmente da Itália e da Espanha. Estes também foram os anos em que Montevidéu desenvolveu a estrutura atual de seus espaços urbanosː estes fatores ajudam a explicar a presença generalizada do art nouveau na cidade.

### Oceania

#### Austrália
Embora nenhum artista muito significativo na Austrália esteja associado ao art nouveau, muito prédios na Austrália foram desenhados nesse estilo. Em Melbourne, o Victorian Arts Society, Milton House, Melbourne Sports Depot, Banhos de Melbourne City, Conservatório de Música do Memorial Melba, Edifício Paston e o Edifício Empire Works, todos representam o estilo art nouveau.

### Património Mundial UNESCO
Bélgica
- Josef Hoffmann, Palácio Stoclet, em Bruxelas
- Victor Horta, Casa Tassel, em Bruxelas
- Victor Horta, Casa van Eetvelde, em Bruxelas
- Victor Horta, Casa Solvay, em Bruxelas
- Victor Horta, Casa-Museu Horta, em Bruxelas

 Espanha
- Lluís Domènech i Montaner, Hospital de la Santa Creu i Sant Pau (Hospital da Santa Cruz e São Paulo), em Barcelona
- Lluís Domènech i Montaner, Palácio da Música Catalã, em Barcelona
- Antoni Gaudí, Parque Güell, em Barcelona
- Antoni Gaudí, Palácio Güell, em Barcelona
- Antoni Gaudí, Cripta da Colónia Güell, em Barcelona
- Antoni Gaudí, Casa Milà, em Barcelona
- Antoni Gaudí, Casa Vicens, em Barcelona
- Antoni Gaudí, Casa Batlló, em Barcelona
- Antoni Gaudí, fachada da Natividade e a cripta do Templo Expiatório da Sagrada Família, em Barcelona

 Letónia
- Maior concentração de edifícios art nouveau no Centro Histórico de Riga

## Outras áreas

### Pintura e artes gráficas
Peças bidimensionais de art nouveau foram pintadas, desenhadas e impressas em formas populares como propagandas, pôsteres, rótulos, revistas entre outros. A estampa Japonesa, com suas linhas curvas, superfícies estampadas, vazios contrastantes e a planicidade do plano visual, também inspiraram o art nouveau. Alguns padrões de linhas e curvas se tornaram em clichés gráficos que foram posteriormente encontrados em obras de artistas de muitas partes do mundo.

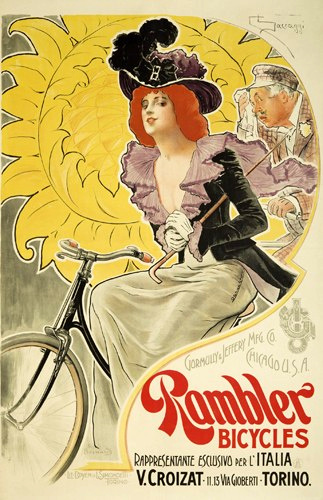
Cartaz publicitário art nouveau de Cesare Saccaggi.

Como um estilo artístico, o art nouveau tem afinidades com os pré-rafaelitas e a pintura do simbolismo. Artistas como Aubrey Beardsley, Alphonse Mucha, Edward Burne-Jones, Gustav Klimt, Cesare Saccaggi e Jan Toorop poderiam ser classificados em mais de um desses estilos. Ao contrário da pintura simbolista, no entanto, o art nouveau tem uma aparência distinta e, ao contrário do movimento orientado para o artesão do Arts and Crafts, artistas art nouveau rapidamente usavam novos materiais, superfícies usinadas e abstração a serviço do design puro.

### Mobiliário
O mobiliário art nouveau é particularmente interessante, existindo vários importantes designers de móveis art nouveau. Na França, Louis Majorelle, ligado à Escola de Nancy, adotou o estilo e criou móveis com linhas florais e orgânicas. Na Bélgica, Gustave Serrurier-Bovy adotou um estilo mais linear do Art Nouveauː uma de suas obras icônicas é o gabinete "Silex". Não devemos esquecer também as linhas geométricas de Charles Rennie Mackintosh, na Escócia, ou de Josef Hoffmann, da Wiener Werkstätte.

### Joalharia
As joias do período art nouveau revitalizaram a arte da joalharia, tendo a natureza como a principal fonte de inspiração, complementada por novos níveis de virtuosidade em esmalte e a introdução de novos materiais, tais como opalas e pedras semipreciosas. O grande interesse na arte japonesa e o entusiasmo mais especializado por habilidades metalúrgicas japonesas promoveu novos temas e abordagens para enfeite.
Para os dois séculos anteriores, a ênfase em joias finas tinha sido em pedras preciosas, em especial o diamante. Com o art nouveau, um tipo diferente de joias surgiu, motivado pelo artista-designer ao invés de o joalheiro como preparador de pedras preciosas.
Os joalheiros de Paris e Bruxelas definiram o art nouveau em joias, que, nessas cidades, alcançou seu maior renome. Críticos franceses contemporâneos estavam unidos em reconhecer que a joalharia estava passando por uma transformação radical e que o joalheiro-vidreiro francês René Lalique estava popularizando as mudanças. Lalique glorificou a natureza na joalheria, ampliando o repertório para incluir novos aspectos da natureza — como a grama ou libélulas — inspirados por seu encontro com a arte japonesa.
Os joalheiros estavam ansiosos em estabelecer o novo estilo em uma tradição nobre e, por isso, usaram o Renascimento, com suas obras de ouro esculpido e esmaltado, e sua aceitação de joalheiros como artistas em vez de artesãos. Na maior parte do trabalho esmaltado do período, as pedras preciosas diminuíram. O diamante era, geralmente, subsidiário, usado juntamente com materiais menos conhecidos como vidro moldado, chifre e marfim.

### Vidraria
A arte em vidro foi um meio no qual o estilo encontrou tremenda expressão — por exemplo, as obras de Louis Comfort Tiffany, em Nova York; Charles Rennie Mackintosh, em Glasgow; e Émile Gallé e os irmãos Daum, em Nancy, na França.

### Cerâmica
A cerâmica art nouveau foi influenciada pelo trabalho do Japão. O desenvolvimento de porcelana com esmaltes cristalizados e mate de alta temperatura (grand feu), com ou sem outra decoração, é típico destas obras. Foi um período em que técnicas perdidas foram redescobertas, como o esmalte de sangue de boi, e outros métodos inteiramente novos foram desenvolvidos. Os principais ceramistas franceses foram Ernest Terço, Taxile Doat, Alexandre Bigot, Adrien-Pierre Dalpayrat, Edmond Lachenal e Albert Dammouse, entre outros.

### Tipografia
Como a maioria dos estilos de design, o art nouveau procurou harmonizar suas formas. O texto acima da entrada do Metropolitano de Paris utiliza as qualidades do resto do trabalho de ferro na estrutura.

### Escultura
O art nouveau não negou as máquinas, como o movimento de Arts and Crafts o fez. Para escultura, os materiais empregados eram o vidro e o ferro forjado, resultando em qualidades esculturais até mesmo na arquitetura. Cerâmicas também foram empregadas na criação de edições de esculturas de artistas como Auguste Rodin. Os escultores incluem François-Raoul Larche e Charles van der Stappen.